# Powrót żywych trupów II
Powrót żywych trupów II (ang. Return of the Living Dead Part II) – amerykański horror filmowy z 1988 roku, sequel filmu Powrót żywych trupów (1985).
Film obfituje w elementy charakterystyczne dla czarnej komedii. W filmie wykorzystano utwory popularnych w tym czasie zespołów heavymetalowych i rockowych jak: Lamont „Flesh to Flesh”, Leatherwolf „Alone in the Night”, 2 utwory Roberta Palmera i „I'm the Man” Anthrax.

## Fabuła
Siedmiu bohaterów usiłuje uciec z miasteczka opanowanego przez zombie.

## Obsada
- Michael Kenworthy jako Jesse Wilson
- Marsha Dietlein jako Lucy Wilson
- Dana Ashbrook jako Tom Essex
- Thom Mathews jako Joey
- James Karen jako Ed
- Suzanne Snyder jako Brenda
- Phil Bruns jako Doc Mandel
- Thor Van Lingen jako Billy Crowley